# Трієстська ратуша
Будівля ратуші Трієста (італ. Palazzo Municipale di Trieste, італ. Palazzo del Municipio di Trieste) розташована на площі Пьяцца-дель-Уніта д'Італія і є місцем розташування муніципалітету Трієста. Палац був побудований в еклектичному стилі між 1873 і 1875 роками за проектом архітектора Джузеппе Бруні.

## Історія

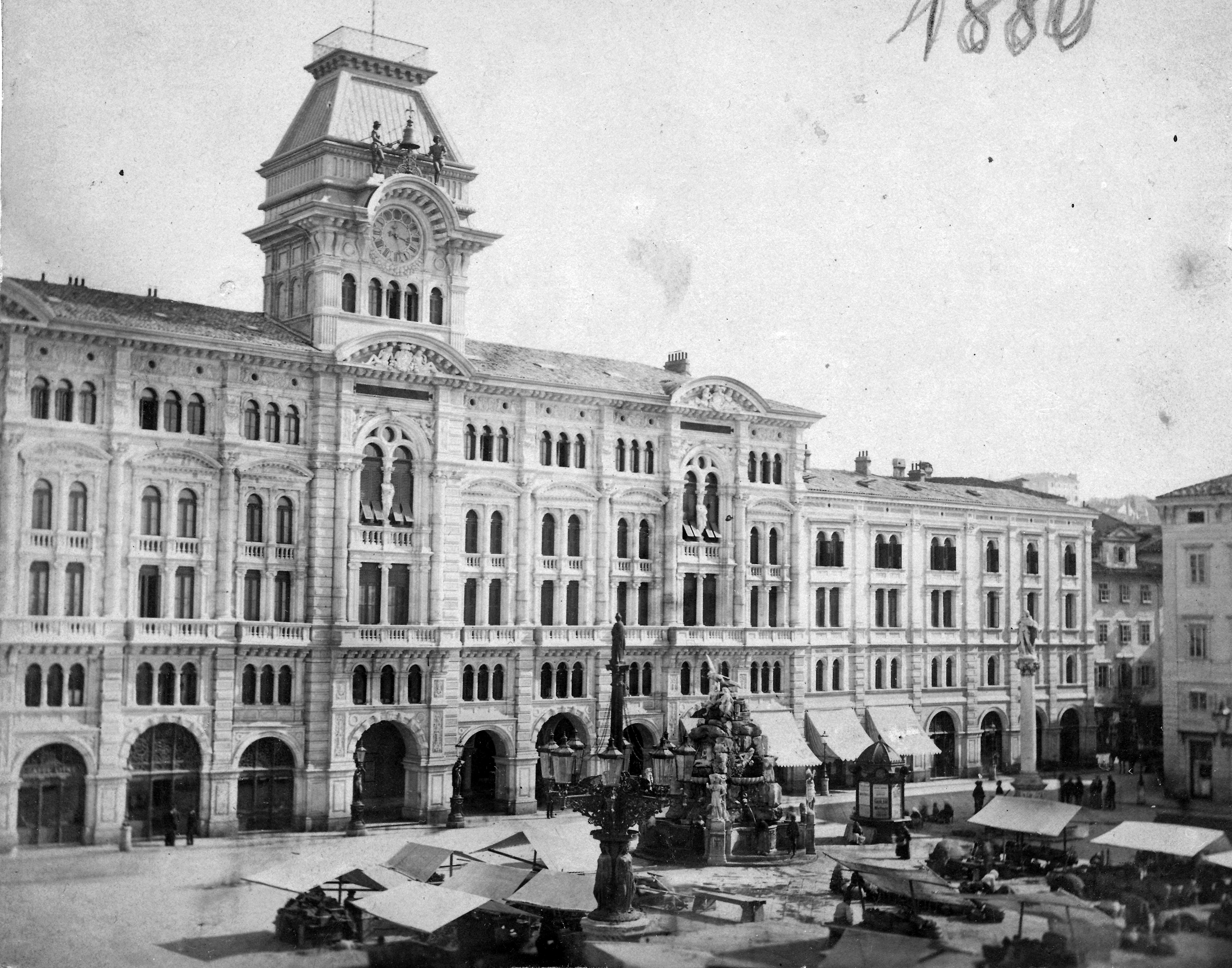
Ратуша, фото 1880 року

Пьяцца Юніта д'Італія спочатку називалася Пьяцца Сан П’єтро, на честь святого, якому була присвячена пізньосередньовічна каплиця, яка була розташована приблизно там, де сьогодні розташована Модельна будівля, хоча вона була відома просто як П’яцца Гранде. У 1918 році після приєднання Трієста до Італії він отримав назву Пьяцца Юніта д'Італія.
До дев’ятнадцятого століття площа була розширена приблизно вдвічі порівняно з нинішньою, а південно-східну сторону, протилежну до моря, займав Палаццо Публіко або Палаццо дель Магістрат. У другій половині дев’ятнадцятого століття зовнішній вигляд площі був революційним шляхом поховання стародавньої мандрагори, що обмежувала північно-західну сторону площі, і перебудови будівель, які її оточували. З цієї нагоди було також вирішено знести старий магістратський палац, побудувавши на його території нову будівлю для розміщення муніципальних установ.
Для новобудови було обрано проект архітектора Трієста Джузеппе Бруні, який кількома роками раніше підписав проект Модельного будинку на тій же площі, оскільки окрім дотримання передбачених бюджетом видатків, він не спотворив зовнішній вигляд будинку. територія, оскільки вона набула форм і архітектурних особливостей Палаццо-дель-Магістрато, знесеного в 1871 році.
Проект був затверджений 17 вересня 1873 року, а роботи почалися в кінці того ж року під керівництвом інженера та архітектора Еудженіо Гейрінгера. Більшість робіт було завершено до 1875 року, але деякі креслення, що зображують архітектурні деталі, зроблені Бруні в 1876 році, припускають, що деякі оздоблювальні роботи тривали принаймні до цього року.  
Розширення будівлі, вже передбачене містобудівними планами 1926 і 1934 років, було здійснено між 1937 і 1940 роками інженером Вітторіо Привіледжі; додаткова частина із заокругленими кутами трапецієподібної форми з основним виходом на Ларго дей Гранатьєрі з’єднана з існуючою будівлею за допомогою напівкруглого внутрішнього дворика, монументального простору, задуманого як консультаційна кімната для архівної документації, що зберігається на нижньому поверсі.
Зі сцени перед будівлею ратуші в 1938 році Муссоліні оголосив про проголошення расових законів в Італії, а 4 листопада 1954 року з центрального балкона будівлі президент Луїджі Ейнауді та мер міста Джанні Бартолі привітали Натовп зібрався на площі під час святкування повернення Трієста Італії.

## Опис

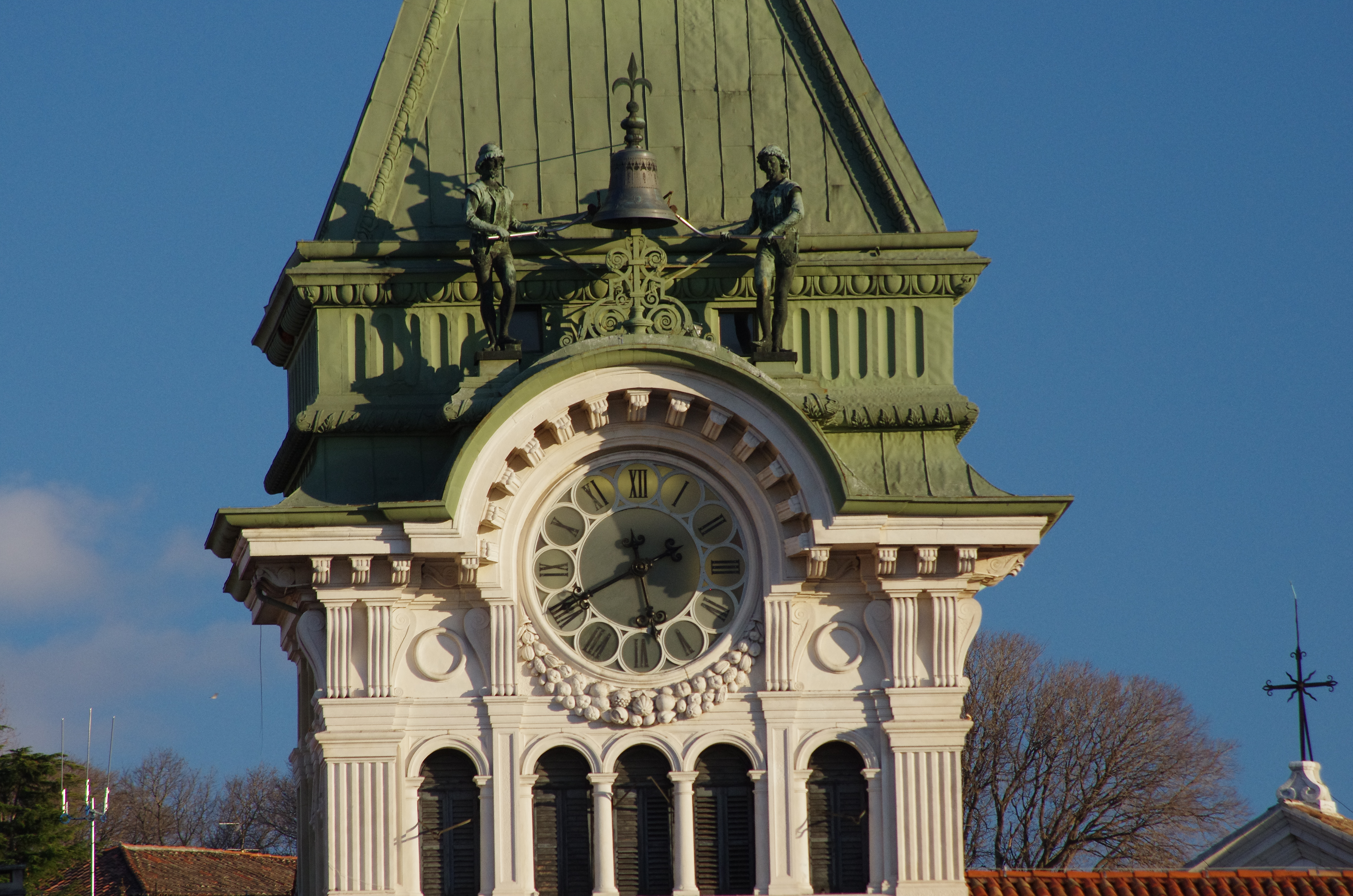
Деталь вежі з годинником

Головний фасад будівлі, який виходить на площу Пьяцца Юніта д'Італія, побудований в еклектичному стилі і складається з двох бічних корпусів по чотири поверхи заввишки, і центрального корпусу вище одного поверху і оснащеного більшим декоративним апаратом. Перший поверх розділений круглими арками, що відтворюють ідею портика, а на верхніх поверхах є численні вікна, розділені на багатошарові та тристулкові вікна.
При проектуванні фасаду архітектор Джузеппе Бруні намагався відновити архітектурні особливості Палаццо-дель-Магістрато, який раніше був на тому ж місці, але результат спочатку не сподобався жителям Трієста, які придумали кілька уявних прізвиськ для будівлі: «Палаццо Чеба» за пам’ять про велику клітку для птахів, «Палац Сіпаріо», оскільки його маса приховувала за собою потворні будівлі старого міста, «Будель де Ліонфанте» чи «Кастель де Мандолато» від тих, що на площі.
У центрі, між двома бічними корпусами, височіє годинникова вежа, на вершині якої розташовані статуї двох маврів, які б'ють годинник на дзвоні. Дві скульптури на прізвисько Micheze і Jacheze  були замовлені Бруні на згадку про двох маврів, які били в куранти на вершині вежі Мандраккіо або годинникової вежі, яка колись була воротами в порт і який був зруйнований у 1838 р.Оригінальні статуї були виготовлені з бронзи скульптором Фаусто Астео да Сенеда і встановлені на вершині вежі між 5 і 7 січня 1876 року, вперше введені в дію опівдні 14 січня. У 1972 році статуї були вилучені та замінені копіями, щоб уникнути псування; оригінали залишалися на складі до 2004 року, коли їх нарешті відреставрували та помістили біля входу до замку Сан-Джусто.